# 对日民间索赔
对日民间索赔指由于二战期间日本侵略中国、朝鲜半岛和东南亚各国导致的对被侵略国公民的各种伤害、或由于战争遗留问题引起的各种伤害，由被害人或其代理人、被害人或其遗属、代理人，或组成的各种团体组织，到日本国进行诉讼，通过诉讼要求日本给予国家赔偿。这类问题主要集中在慰安妇赔偿案，二战期间毒气问题的赔偿，二战遗留的毒气、炸弹等各种武器、弹药在战争结束以后的几十年里引起的各种伤害的赔偿等。